# Maite Kelly
Maite Star Kelly (Berlino Ovest, 4 dicembre 1979) è una cantante e attrice irlandese.

## Biografia
Nata nella famiglia Kelly, Maite è apparsa nella versione tedesca del musical Hairspray e nel 2011 ha vinto il programma televisivo Let's Dance. Nel 2011 e nel 2013 ha pubblicato gli album Das volle Programm e Wie ich bin, arrivati rispettivamente alla 27ª e all'87ª  posizione della classifica tedesca. Hanno trovato maggiore successo gli album successivi: nel 2016 Sieben Leben für dich ha raggiunto l'8ª posizione in Germania e in Austria e la 23ª in Svizzera, mentre Die Liebe siegt sowieso, due anni più tardi, ha raggiunto la 3ª in Germania e la 4ª nelle altre due nazioni. Nel 2021 ha pubblicato il disco Hello!, che ha debuttato direttamente in vetta alla graduatoria tedesca.

## Discografia

### Album in studio
- 2011 – The Unofficial Album
- 2011 – Das volle Programm
- 2013 – Wie ich bin
- 2016 – Sieben Leben für dich
- 2018 – Die Liebe siegt sowieso
- 2021 – Hello!